# Seiji Ozawa Hall
Die Seiji Ozawa Hall ist ein Konzerthaus des Boston Symphony Orchestra (BSO) in Tanglewood in Lenox, Massachusetts, im Nordosten der USA.
Es wurde 1994 zu Ehren von Seiji Ozawa eröffnet, der in Tanglewood als Student seinen ersten Preis errang und dort viele Jahre den künstlerischen Nachwuchs ausbildete.
Tanglewood ist das Sommerquartier des BSO, wo Ozawa – bevor er 2002 von Boston an die Wiener Staatsoper wechselte – auch die internationale Musikakademie betreute.
Koordinaten: 42° 20′ 50,6″ N, 73° 18′ 22,3″ W